# Excitebots: Trick Racing
Excitebots: Trick Racing, conocido en Japón como Excite Mou Machine (エキサイト猛マシン?) (エキサイト猛マシン?), es un videojuego de carreras publicado por Nintendo y desarrollado Monster Games para la consola Wii. Es la cuarta entrega principal de la serie Excite, y la secuela de Excite Truck. Fue revelado por Nintendo of America el 26 de febrero de 2009, y lanzado al mercado el 20 de abril del mismo año. Excitebots se caracteriza por vehículos de temática animal-robótico y sus minijuegos-en-pista, tales como tiro al blanco, bolos y fútbol. Ciertas unidades incluían el Wii Wheel.
A pesar de haber tenido una buena recepción por parte de los críticos de la industria, el juego sólo estuvo disponible en los Estados Unidos. El director de Nintendo Australia, Rose Lappin, declaró que Excitebots no estaría disponible en Australia "debido al bajo interés". Sin embargo, miembros japoneses del Club Nintendo pudieron canjear puntos a cambio del juego unos dos años después del lanzamiento original.

## Jugabilidad
Al igual que con su predecesor Excite Truck, el principal objetivo de este juego no es llegar primero a la meta, sino que una de las formas de obtener la mayor puntuación. La mayor parte de las formas de obtener puntos (o estrellas) es realizando "trucos" como derrapar, saltar y ejecutar acrobacias a grandes alturas, completar minijuegos, e incluso chocar contra objetos fijos u otros corredores.
El jugador que llegue a la meta primero obtendrá 50 estrellas, y comenzará a correr un cronómetro de 30 segundos. Si alguno de los otros jugadores no llega a la meta a tiempo, queda descalificado.
Cada carrera posee un sistema de ranking, desde "S" a "D", siendo "D" el más bajo y "S" el más alto.

### Controles
Este juego se controla exclusivamente con el Wiimote (opcionalmente junto con el Wii Wheel) mediante la inclinación, prescindiendo totalmente de la cruceta y el Nunchuck. El control se puede sacudir o mover a la hora de hacer alguna acrobacia.
Se puede correr más rápido presionando un botón (modo turbo). Sin embargo, esto causa que el motor se sobrecaliente paulatinamente, dejándolo inutilizable por unos momentos hasta que se enfríe (se puede enfriar rápidamente en el agua o en el aire).

### Pistas
Una de características del juego es la gran amplitud de las pistas, pudiendo tomar más de un camino, los que proveen variadas formas de obtener estrellas.
Otra característica única es la deformación de pista (presente en Excite Truck), que se activa al tomar algún objeto o completando un minijuego, dando ventaja al jugador mediante algún atajo.
En la pista también hay barras (algunas obligatorias), para impulsar al robot lo más lejos o alto posible, acumulando así más estrellas.

### Objetos
Ciertos objetos en la pista obtenibles desde cajas, como bombas, martillos, o invencibilidad temporal, otorgan a este juego ciertas similitudes con la franquicia Mario Kart.

### Modos de juego
Excitebots posee los siguientes modos de juego:
- Excite: Es el modo de juego principal. En este modos, los jugadores corren para obtener la mayor puntuación posible
- Super Excite: Idéntico al modo Excite pero con un grado de dificultad más elevado (los bots son más inteligentes, y se requieren más estrellas para completar la carrera con el rango más alto). Además, este posee una pista oculta no disponible en el modo Excite
- Mirror Excite: Las pistas están invertidas y la dificultad es mucho más elevada. Este modo se desbloquea al obtener una puntuación perfecta en el modo Super Excite
- Poker Race: Los jugadores deben recolectar una serie de cartas de naipe inglés a lo largo de la pista (dispuestas en grupos de 5), de manera de obtener buenas manos póquer (siendo Escala Real la más alta).
- Minijuegos: Excitebots posee 10 minijuegos en-pista, los que ofrecen una serie de desafíos a completar, como tiro al blanco, bowling, o planear, para así obtener más estrellas. Este modo puede ser jugado tanto en modo un jugador como multijugador local.

### Multijugador
Excitebots también posee un modo multijugador, tanto local a pantalla dividida, como en línea (a través de Nintendo Wi-Fi Connection). El modo multijugador en línea incluye carreras de hasta 6 jugadores en modos "Excite" y "Poker race", las que pueden ser jugadas anónimamente o con amigos a través de Friend Code. Además, antes de comenzar la carrera, los jugadores pueden apostar sus estrellas acumuladas y así poder obtener objetos desbloqueables.

## Entornos
Al igual que Excite Truck, Excitebots se caracteriza por usar varios entornos basados en ubicaciones del mundo real como Japón, China, México, Egipto, entre otros. El único entorno no basado en el mundo real es "Crystal Nebula", un planeta ficticio compuesto únicamente de cristales.
Algunas pistas poseen características únicas. Por ejemplo, en Kilimanjaro hay fósiles de dinosaurios que cobran vida, Guatemala posee un Moai que escupe aire, o Tasmania, donde varios monstruos de roca pueden atacar a los corredores.

## Recepción
Excitebots ha recibido críticas favorables de una variedad de publicaciones especializadas.
- IGN declara el juego como "puro y divertido", obteniendo una puntuación de 8.4 de 10.[6]

- Nintendo World Report tuvo críticas similares, citándolo como un "juego fantástico".

- Nintendo Power premió al juego con una puntuación de 8 de 10. A pesar de que esta puntuación es inferior a Excite Truck (de 8.5/10), fue considerado como una mejora significativa.

- StageSelect.com premió al juego con una puntuación de 7 de 10, mencionando que los "controles nerviosos no dañan la diversión" (refiriéndose al uso obligatorio de la inclinación del Wiimote)[7]